# 苏埃什
苏埃什（法語：Soueich，法語發音：[swɛʃ]）是法国上加龙省的一个市镇，属于圣戈当区。

## 地理
苏埃什（43°2'50"N, 0°46'48"E）面积11.33 平方千米，位于法国奧克西塔尼大區上加龙省，该省份为法国西南部内陆省份，西南端与西班牙接壤，自此顺时针与上比利牛斯省、热尔省、塔恩-加龙省、塔恩省、奥德省和阿列日省接壤。
与苏埃什接壤的市镇（或旧市镇、城区）包括：阿斯佩、库雷、昂科斯莱泰尔姆、埃斯塔当、冈蒂、莱斯皮托、潘蒂斯伊纳尔。

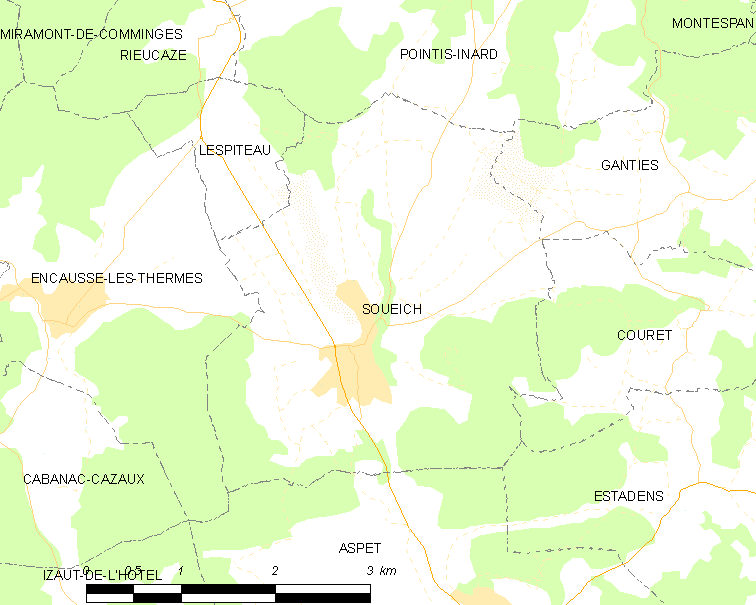
苏埃什的OSM定位图

苏埃什的时区为UTC+01:00、UTC+02:00（夏令时）。

## 行政
苏埃什的邮政编码为31160，INSEE市镇编码为31550。

## 政治
苏埃什所属的省级选区为巴涅尔德吕雄县。

## 人口

1962-2008年间苏埃什人口变化图示

苏埃什于2022年1月1日时的人口数量为517人。